# Martin Kromer
Pour les articles homonymes, voir Kromer.
Martin Kromer ou Cromer (en polonais : Marcin Kromer ; en latin : Martinus Cromerus), né à 1512 à Biecz et mort le 23 mars 1589 à Heilsberg, est un évêque de Varmie, humaniste, diplomate et historien polonais vivant en Prusse royale, alors province polonaise.

## Biographie
Martin Kromer fut secrétaire royal des rois Sigismond Ier et Sigismond II Auguste, monarques de la république des Deux Nations.  Il était diplômé de l'université Jagellonne de Cracovie, anobli en 1552 par le roi pour ses travaux historiques. Il accompagna le cardinal Stanislas Hosius au concile de Trente. Évêque de la province de Varmie à partir de 1579, il ordonna la création de premières cartes de cette région.